# Олесен, Матиас
Матиас Флага Олесен (люкс. Mathias Flaga Olesen; родился 21 марта 2001 года, Копенгаген, Дания) — люксембургско-датский футболист, полузащитник клуба «Гройтер Фюрт» и сборной Люксембурга.

## Клубная карьера
Матиас Флага Олесен — воспитанник люксембургских и немецких клубов. В 2019 году за «Айнтрахт (Трир)» сыграл свою единственную игру против «Рёхлинг Фёльклинген».
1 июля 2019 года перешёл в «Кёльн». За резервную команду дебютировал 14 декабря в матче против футбольного клуба «Бергиш-Гладбах 09». 15 октября 2021 года в матче против «Рот-Вайсс Ален» оформил хет-трик. 20 марта 2022 года дебютировал за «Кёльн» в матче против «Боруссии Дортмунд». 29 августа получил травму лодыжки и пропустил 63 дня.

## Карьера в сборной
Играл за различные молодёжные сборные Люксембурга, где сыграл 35 матчей и забил 4 мяча. За взрослую сборную дебютировал 11 ноября 2021 года, выйдя на 88-й минуте матча с Азербайджаном вместо Оливье Тилля.